# Vico nel Lazio
Vico nel Lazio – miejscowość i gmina we Włoszech, w regionie Lacjum, w prowincji Frosinone.
Według danych na rok 2004 gminę zamieszkiwało 2158 osób, 48 os./km².